# Sulfacetammide
La sulfacetammide o sulfacetamide è un sulfamidico ad attività antibatterica. Viene comunemente somministrata in forma di sale sodico che è possibile ottenere in virtù del carattere acido del protone sull'azoto direttamente legato al gruppo solfonico e al gruppo carbonile.

## Impieghi terapeutici
Il farmaco trova il suo principale impiego nelle infezioni del tratto urinario. Sospensioni per uso topico di sulfacetamide sale sodico vengono utilizzate per il trattamento dell'acne e della rosacea. Viene inoltre somministrato in associazione a corticosteroidi come il prednisolone per il trattamento dell'uveite.

## Meccanismo d'azione
La molecola è in grado di bloccare la sintesi dell'Acido diidrofolico inibendo l'enzima diidropteroato sintetasi dei procarioti. L'attività antibatterica è stata riconosciuta per Gram positivi, Gram negativi e clamidie.